# Пол Пот
Салот Сар или Мин Хаи, (19. мај 1925 – 15. април 1998), општепознат као Пол Пот, (км. ប៉ុល ពត), је био вођа камбоџанског комунистичког покрета познатог под именом Црвени Кмери, и премијер Демократске Кампућије од 1976. године до 1979. године. Под његовом влашћу догодио се Геноцид у Камбоџи 

## Биографија
Пол Пот је рођен у једном веома малом рибарском селу у унутрашњости Камбоџе. Од његових рођака данас је жив само његов млађи брат. Године 1934, када је имао девет година, отац који је постао имућнији сељак и који је нашао везе, уписао је свог сина Салота Сара у основну школу и послао га на школовање у Пном Пен, где је касније уписао средњу школу. Салот Сар је у школи изучавао и учио пуно о француској књижевности и француски језик који је течно причао. У то време у Камбоџи, била је изузетно велика привилегија и луксуз да се деца са села и деца сељака и земљорадника школују у граду или да се школују уопште. Касније је током школовања, добио стипендију и међу изабраном групом кмерских студената из Камбоџе отишао у Париз. Када се вратио натраг у Камбоџу, 1963. године он оснива партију која ће бити позната под називом Црвени Кмери.
Пол Пот је постао дефакто вођа Камбоџе средином 1975. Током периода у коме је био на власти, Пот је земљи наметнуо верзију аграрне колективизације, приморавши становнике градова да се преселе на села и да раде на колективним фармама и другим пројектима који су подразумевали принудни рад, а у циљу рестартовања цивилизације у Нултој години. Услед принудног рада, изгладњивања, слабе медицинске неге и смакнућа, процењено је да је страдало од 1,7 до 2,5 милиона људи, што је приближно 21% укупног становништва Камбоџе.
Најстрашнија последица Потовог режима јесте језива слика осам хиљада од стотине хиљада још нађених лобања поређаних на једном од камбоџанских поља смрти које је, између 1975. и 1979, на рубовима прашума Индокине посејао комунистички режим Пола Пота и његових Црвених Кмера. 
Оно пак што објектив фотографске камере није могао забележити препуштено је суморним хроникама збивања на југоистоку Азије. А оне кажу да је тих осам хиљада на тропском сунцу избледелих лобања тек врх ледене санте злочина које је током бруталне четворогодишње владавине над својим народом (али и у име њега) починила фракција камбоџанских маоиста.
У обрачунима с “контрареволуционарима”, интелектуалцима, стручњацима, службеницима, верницима, будистичким свештеницима, националним мањинама, трговцима, предузетницима, сељацима и грађанима, Пол Потови крвници су убили укупно 1,7 милиона људи, или петину читаве камбоџанске популације. Када је била реч о “непријатељима” партије, нису се штедела ни деца од тек неколико месеци, али ни читаве породице које су свој крвави крај дочекале на неком од безбројних поља смрти.
Како су јуришни одреди Црвених Кмера у то време били кратки с мецима, егзекуције су се вршиле зашиљеним бамбусовим штапом: “контрареволуционар” би клекнуо над големом јамом, након чега би му верни војник партије у потиљак забио ово примитивно, али - показаће сурова камбоџанска статистика - надасве ефикасно оружје. Коловође “контрареволуције” чекала је пуно страшнија смрт: неки од њих били су набијани на колац и остављани да живи скончају у најстрашнијим мукама, други су у дрвеним кавезима изгладњивани до смрти, а преостали су упућени у неке од радних кампова док од исцрпљености нису поумирали.

### Пад са власти и последње године живота
Након пада Црвених Кмера, Пол Пот се више од 15 година крио у шумама и живео је на Тајланду близу границе са Камбоџом. Умро је у сиротињи и беди 1998 године, у малом селу близу границе са Тајландом, након дуже болести. Поред њега су биле друга жена и ћерка која је тада имала 12 година. У једном интервјуу је изјавила да је њен отац био један диван и брижан човек према њој, али да зна да је њен отац био монструм и диктатор и није био ни свестан великог зла које је начинио.

## Детињство и младост

### Детињство: 1925–1941.
Пол Пот је рођен у селу Прек Сбаув, у близини града Кампонг Том. Назван је Салот Сар (кмерска реч សាឡុត ស, сар значи „бели, бледи“), што односило на његов релативно светли тен коже. У француским колонијалним записима датум његовог рођења је 25. маја 1928,, мада биограф Филип Шорт тврди да је рођен у марту 1925.
Његова породица била је мешовитог кинеског и етничког кмерског наслеђа, али нису говорили кинески и живели су као да су у потпуности Кмери. Његов отац Лот, који је касније узео име Салот Фем, био је успешан пољопривредник који је поседовао девет хектара пиринча и неколико грла теглеће стоке. Лотова кућа била је једна од највећих у селу и у време пресађивања и жетве би унајмио сиромашније комшије да обављају већи део пољопривредних послова. Сарова мајка, Сок Нем, била је локално поштована као побожни будиста. Сар је било осмо од деветоро деце (две девојчице и седам дечака), од којих је троје умрло младо. Одгајани су као теравадски будисти, и током фестивалима су путовали до манастира Кампонг Том.
Камбоџа је била монархија, али је Француски колонијални режим, а не краљ, имао политичку контролу. Сарова породица имала је везе са камбоџанском краљевском породицом: његова рођака Меак била је супруга краља Сисовата Монивонг, а касније је радила као учитељица балета. Када је Сар имао шест година, он и један његов старији брат послати су да живе код Меак у Пном Пену; неформална усвајања богатијих рођака била су тада честа у Камбоџи. У Пном Пену је провео 18 месеци као монах почетник у градском манастиру Ват Ботум Вадеи, учећи будистичка учења и читајући и пишући кмерски језик.
У лето 1935, Сар је отишао да живи са својим братом Суонгом и његовом супругом и дететом. Те године започео је образовање у римокатоличкој основној школи École Miche,, за шта је Меак плаћала школарину. Већина његових школских колега била су деца француских бирократа и католички Вијетнамци. Он је научио да течно говори француски и упознао се са хришћанством. Сар није био академски надарен и понављао је две године, добивши свој Сертификат о допунским основним студијама 1941. године када му је било 16 година. Он је наставио да посећује Меак у краљевој палати и тамо је доживео нека од својих најранијих сексуалних искустава са неким од краљевих конкубина.

### Касније образовање: 1942–1948.
Док је Сар био у школи, краљ Камбоџе је умро. Француске власти су 1941. именовале Нородома Сиханука за његову замену. Нова средња школа, Преам Сихануков колеџ, основана је у Кампонг Чаму, и Сар је изабран за ђака у тој институцији 1942. године. Овај ниво образовања пружио му је привилегован положај у камбоџанском друштву. Научио је да свира виолину и учествовао у школским представама. Велики део слободног времена провео је играјући фудбал и кошарку. Неколико његових колега ученика, међу њима Ху Ним и Киеу Самфан, касније су служили у његовој влади. Током новогодишњег одмора 1945. године, Сар и неколико пријатеља из његове позоришне трупе кренули су аутобусом у провинцијску турнеју како би сакупили новац за путовање у Ангкор Ват. Године 1947, он је напустио школу.
Те године положио је испите, чиме је примљен у Lycée Sisowath, у међувремену живећи са Суонгом и његовом новом супругом. У лето 1948. полагао је пријемне испите за више класе лицеја, али није успео. За разлику од неколико његових пријатеља, није могао да настави школу за baccalauréat. Уместо тога, 1948. године уписао се на студије столарије у Ecole Technique у Русеј Кеу, у северном предграђу Пном Пена. Овај пад са академског на стручно образовање вероватно је био шок. Његове колеге студенти углавном су били ниже класе од оних са Lycée Sisowath, иако нису били сељаци. У Техничкој школи упознао је Иенг Сарија, који је постао близак пријатељ, а касније члан његове владе. У лето 1949. године, Сар је положио завршни испит и обезбедио једну од пет стипендија које су му омогућиле да путује у Француску како би студирао у некој од тамошњих инжењерских школа.